# Bryopesanser grandicella
Bryopesanser grandicella is een mosdiertjessoort uit de familie van de Escharinidae. De wetenschappelijke naam van de soort is, als Mastigophora grandicella, voor het eerst geldig gepubliceerd in 1929 door Ferdinand Canu en Ray Smith Bassler.